# Fiera dei Bogoni
La Fiera dei Bogoni, denominata anche Marcà dei bogóni, è una manifestazione che si svolge ogni anno il 30 novembre, in occasione della festa del santo patrono, o la domenica successiva a Sant'Andrea, frazione di Badia Calavena, nella provincia di Verona. Si tratta di un mercato dedicato ai "bogóni", termine che proviene dal dialetto veronese e sta ad indicare le chiocciole.
Da pochi anni è stato attivato un sito web (http://www.fieradeibogoni.it/) con una raccolta di foto e curiosità oltre al programma della fiera.

## Storia
La Fiera dei Bogoni ha avuto origine prima del XIII secolo nella contrada Triga. Oltre al mercato delle chiocciole, si tenevano contemporaneamente un mercato di pecore e buoi nella contrada Trettene e un mercato dei maiali dove ora sorge il cimitero.
L'apertura del mercato dei bogoni opercolati, raccolti e custoditi nelle bogonare, avveniva intorno alle 5.30 del mattino, per eludere gli esattori del monastero benedettino di Badia Calavena, che imponeva affitti e decime sulle terre, sugli animali, sui frutti in genere e in specie.
Al mercato di Sant'Andrea partecipavano i venditori provenienti dai comuni vicini (Badia Calavena, Selva di Progno, San Mauro di Saline) e gli acquirenti che arrivavano anche da province lontane (Brescia, Bergamo, Sondrio, Pavia, Milano). Dopo la contrattazione e il riscontro del prezzo, le chiocciole venivano pesate con una stadéra. Il prezzo delle chiocciole dipendeva dalla presenza dell'opercolo, la protezione dell'animale contro il freddo invernale, composta da muco calcareo che solidifica con l'aria, creando una pellicola tra l'esterno e l'interno della chiocciola.

## Attualità
Oggi la fiera comprende stand gastronomici con piatti a base di chiocciola e di prodotti tipici come formaggi, salumi e i tartufi neri della  Lessinia. Vi sono inoltre intrattenimenti musicali e folcloristici, manifestazioni culturali, laboratori pratici, incontri su temi di attualità e proiezione di film e cortometraggi. Nel 2012 vi è stato proiettato il cortometraggio L'antica Fiera dei bogoni, realizzato nel 1989 da Luigi Tomellini.

## Ricette locali
Alcune delle ricette tipiche a base di bogoni sono:
- Bogóni con “minci”
- Bogóni in pocio
- Bogóni in salsa bianca
- Bogóni all'antica
- Bogóni con le patate
- Bogóni dietetici
- Bogóni rosolati
- Bogóni fritti
- Bogóni con variante rossa
- Bogóni del giorno prima